# Mission: Impossible (série de 1988)
Mission: Impossible (pt/br: Missão: Impossível) foi uma série de televisão exibida pela ABC nos Estados Unidos entre 23 de outubro de 1988 e 24 de fevereiro de 1990. A série é um remake da série original de 1966.